# Alocasia robusta
Alocasia robusta är en kallaväxtart som beskrevs av Mitsuru Hotta. Alocasia robusta ingår i släktet Alocasia och familjen kallaväxter. Inga underarter finns listade.